# Campionato Potiguar 2023
Il Campionato Potiguar 2023 è la 104ª edizione della massima serie del campionato potiguar. La stagione è iniziata il 10 gennaio 2023.

## Stagione

### Novità
È stato promosso dalla Segunda Divisão l'Alecrim. È retrocesso, al termine della passata stagione, l'ASSU.

### Formato
Il torneo si svolge in due fasi: la prima è composta da due gironi da quattro squadre ciascuno. Le prime due classificate di tali gironi, accedono alla seconda fase che decreterà la vincitrice del campionato. Le due ultime classificate, si affrontano in uno spareggio per decretare la formazione retrocessa in Segunda Divisão.
La formazione vincitrice potrà partecipare alla Coppa del Brasile 2024 e alla Copa do Nordeste 2024. La seconda classificata solo alla Coppa del Brasile. Esclusi i club che sono già qualificati alle prime tre serie del campionato nazionale, la formazione meglio piazzata potrà partecipare alla Série D 2024.

## Risultati

### Prima fase

#### Gruppo A
|  | Pos. | Squadra                   | Pt | G | V | N | P | GF | GS | DR  |
|  | ---- | ------------------------- | -- | - | - | - | - | -- | -- | --- |
|  | 1    | ABC                       | 22 | 8 | 7 | 1 | 0 | 23 | 2  | +21 |
|  | 2    | Santa Cruz de Natal       | 9  | 8 | 2 | 3 | 3 | 7  | 13 | -6  |
|  | 3    | Potyguar de Currais Novos | 7  | 8 | 2 | 1 | 5 | 3  | 12 | -9  |
|  | 4    | Alecrim                   | 3  | 8 | 0 | 3 | 5 | 3  | 13 | -10 |

Legenda:
      Ammessa alla seconda fase.
      Ammessa alla spareggio retrocessione.
Note:
Tre punti a vittoria, uno a pareggio, zero a sconfitta.

#### Gruppo B
|  | Pos. | Squadra        | Pt | G | V | N | P | GF | GS | DR  |
|  | ---- | -------------- | -- | - | - | - | - | -- | -- | --- |
|  | 1    | América-RN     | 19 | 8 | 6 | 1 | 1 | 18 | 3  | +15 |
|  | 2    | Potiguar       | 12 | 8 | 3 | 3 | 2 | 13 | 12 | +1  |
|  | 3    | Força e Luz-RN | 8  | 8 | 2 | 2 | 4 | 6  | 10 | -4  |
|  | 4    | Globo          | 8  | 8 | 2 | 2 | 4 | 3  | 11 | -8  |

Legenda:
      Ammessa alla seconda fase.
      Ammessa alla spareggio retrocessione.
Note:
Tre punti a vittoria, uno a pareggio, zero a sconfitta.

### Seconda fase
|  | Pos. | Squadra             | Pt | G | V | N | P | GF | GS | DR  |
|  | ---- | ------------------- | -- | - | - | - | - | -- | -- | --- |
|  | 1    | ABC                 | 12 | 5 | 4 | 0 | 1 | 9  | 3  | +6  |
|  | 2    | América-RN          | 10 | 5 | 3 | 1 | 1 | 11 | 3  | +8  |
|  | 3    | Potiguar            | 7  | 6 | 2 | 1 | 3 | 7  | 10 | -3  |
|  | 4    | Santa Cruz de Natal | 3  | 6 | 1 | 0 | 5 | 4  | 15 | -11 |

Legenda:
      Ammessa alla finale.
Note:
Tre punti a vittoria, uno a pareggio, zero a sconfitta.

### Spareggio retrocessione
| Squadra 1 | Totale | Squadra 2 | Andata | Ritorno |
| --------- | ------ | --------- | ------ | ------- |
| Alecrim   | 2 – 3  | Globo     | 0 – 1  | 2 – 2   |

### Finale
| Squadra 1  | Totale | Squadra 2 | Andata | Ritorno |
| ---------- | ------ | --------- | ------ | ------- |
| América-RN | 1 – 0  | ABC       | 1 – 0  | 0 – 0   |